# Estadio Parque de los Mártires
El estadio Parque de los Mártires, también conocido como el Cinegético, fue un estadio de fútbol situado en la ciudad española de Albacete, donde disputaba sus partidos como local el Albacete Balompié.
Propiedad del Círculo de Cazadores, estaba ubicado en el interior del parque Abelardo Sánchez. Era de tierra y contaba con gradas de madera en la preferencia, además de palcos.
Fue el estadio del Albacete Balompié hasta 1960, cuando se trasladó al Estadio Carlos Belmonte, con capacidad para 18 000 espectadores.